# Кримська республіканська бібліотека для дітей ім. В. Орлова
Кримська республіканська установа «Дитяча бібліотека ім. В. Н. Орлова», «Орловка» — головна дитяча бібліотека Кримського півострова. Розташована в місті Сімферополі. Заснована у 1955 році.
Бібліотека обслуговує понад 10 тисяч читачів за рік, а її фонд становить 150 тисяч примірників.

## Історія
Розпочала роботу 1955 року як Кримська обласна бібліотека для дітей та юнацтва. Первісно містилася в одному з цехів об'єднання кінофікації і лише через шість років переїхала в окреме приміщення, у якому розташована й досі.
У 1962 році бібліотека перетворена на Кримську обласну бібліотеку для дітей, а у 1991 році — на Республіканську дитячу бібліотеку Криму.
Від 2000 року має ім'я Володимира Натановича Орлова (1930—1999) — відомого дитячого поета й прозаїка, перу якого належить близько півсотні дитячих книжок, 20 п'єс для лялькового театру та чимало текстів популярних дитячих пісеньок. Відтоді бібліотеку в народі називають «Орловкою». А на її будинку на честь «кримського Маршака» встановлено пам'ятну дошку.
Як регіональний центр пам'яті В. Н. Орлова бібліотека регулярно проводить Орловські літературні читання, «Орловський кавардак» та чимало різних конкурсів, присвячених творчості письменника. Окрім того, у бібліотеці діють сімейний клуб вихідного дня «Маленька країна», Клуб кримських дитячих письменників, гурток вивчення китайської мови, літературно-творчий гурток «Вмійка», театрально-поетичний клуб «Фонтан», літературно-театральний гурток «Сюрприз». Разом із Державною ТРК «Крим» бібліотека реалізувала телепроєкт «Прочитай — не пошкодуєш!», у якому діти щонеділі розповідають про свої улюблені книжки.
У 2009 році бібліотека перетворена на Кримський республіканський заклад «Дитяча бібліотека ім. В. Н. Орлова», за підтримки Посольства Королівства Нідерландів в Україні в бібліотеці було створено медіатеку, фонд якої нараховує понад 250 CD та DVD-дисків.
У 2010 році за підтримки Посольства США в Україні було відкрито Інтернет-центр.